# Molinaranea mammifera
Molinaranea mammifera là một loài nhện trong họ Araneidae.
Loài này thuộc chi Molinaranea. Molinaranea mammifera được Albert Tullgren miêu tả năm 1902.